# 鄭赫
鄭赫（韓語：정혁；1991年9月20日—），韓國模特兒，屬ESteem旗下。

## 經歷
- 2015年，為雜誌ELLE、MAPS及GO OUT 模特兒。
- 2016年，S/S Hera首爾時裝週Moohong、D.GNAK及 CRES. E DIM 時裝秀模特兒。同年亦出演NCT Dream的《Chewing Gum》MV，引起關注。[1]
- 2019年，出演綜藝《Player》。[2][3]同年，亦與姜虎東、李壽根等人出演新綜藝《We Play》。[4][5]
- 2020年，出演金請夏 Be Yourself MV

## 戲劇
- 2023年：Netflix《絕世網紅》（特別出演）
- 2025年：KBS 2TV《24小時健身俱樂部》飾演朴正漢（特別出演）

## 綜藝節目
目前放送中

### 固定節目
| 播出日期                      | 頻道       | 節目名稱                       | 備註 |
| 2017年12月26日－2018年1月16日 | JTBC2      | 《戀愛能力評價－Show Me Oppa》 |      |
| 2018年7月24日－2018年7月31日  | JTBC4      | 《人類為什麼這樣》             |      |
| 2019年1月8日－2019年3月24日   | Lifetime   | 《明朗的戀愛教練》             |      |
| 2019年7月14日－2019年12月8日  | tvN        | 《Player》                     |      |
| 2019年8月28日－2019年10月2日  | JTBC       | 《在花田裡》                   |      |
| 2019年9月2日－2019年12月30日  | JTBC2      | 《冤大頭的排行榜》             |      |
| 2019年10月5日－2019年12月21日 | skyDrama   | 《We Play》                    |      |
| 2020年2月1日－2020年3月21日   | tvN        | 《Player 2》                   |      |
| 2022年6月27日－               | mbc every1 | 《再次初戀》                   |      |

### 網路節目
| 播出日期                     | 頻道       | 節目名稱                         | 備註 |
| 2017年2月7日－2017年3月7日   | AKATV      | 巴黎People                       |      |
| 2018年8月25日－2018年10月6日 | Mixcon     | Yalgaez                          |      |
| 2019年4月4日－2020年9月10日  | MUSINSA TV | On Street （页面存档备份，存于） |      |

### 嘉賓出演
| 播出日期       | 頻道      | 節目名稱                 | 備註                   |
| 2016年3月19日  | MBC       | 《My Little Television》 | 短暫出演               |
| 2018年8月24日  | MBC       | 《我獨自生活》           | 短暫出演               |
| 2018年9月14日  | OCN       | 《Gamedolympic》         |                        |
| 2018年9月15日  | OCN       | 《Gamedolympic》         |                        |
| 2018年12月21日 | E Channel | 《스타야유회 놀벤져스》  |                        |
| 2019年3月29日  | MBC       | 《我獨自生活》           | 短暫出演               |
| 2019年4月25日  | tvN       | 《怎樣成為成人》         |                        |
| 2019年6月20日  | KBS2      | 《歡樂在一起》           |                        |
| 2019年7月1日   | KBS2      | 《大國民脫口秀-你好》    |                        |
| 2019年8月20日  | tvN       | 《狗屎哲學館》           |                        |
| 2021年4月24日  | MBC       | 《我獨自生活》           | 短暫出演               |
| 2021年9月3日   | Mnet      | 《Girls Planet 999》     | EP.5 時裝秀主持        |
| 2021年9月11日  | JTBC      | 《認識的哥哥》           | EP.297 與李賢伊、Irene |

## 電台
| 播出日期      | 頻道         | 節目名稱             | 備註                         |
| 2018年8月10日 | SBS Power FM | 《NCT的Night Night》 |                              |
| 2018年        | KBS Cool FM  | 《李秀智的歌謠廣場》 | 週五環節《愛情男女》固定成員 |

## 音樂錄影帶
| 年份   | 歌手      | 歌曲        | 備註 |
| 2016年 | NCT Dream | Chewing Gun |      |
| 2016年 | Elo       | ROSE        |      |
| 2016年 | 鄭基高    | Nocturne    |      |
| 2018年 | 昭宥      | All Night   |      |
| 2020年 | 請夏      | Be Yourself |      |

## 廣告
| 年份           | 廣告名稱                           | 種類         | 備註                                            |
| 2015年         | BON                                | 西裝         | 專屬模特兒                                      |
| 2016年         | Pancoat                            | 衣服         | 參與 2016 Lookbook                              |
| 2016年－2017年 | JACK&JILL                          | 鞋類         | 專屬模特兒，與安勝俊合作                        |
| 2017年         | Mnet l 2017 MoveMnet (Visual Ver.) | 電視台       | 片段 （页面存档备份，存于）                     |
| 2019年         | 직방                               | 手機應用程式 |                                                 |
| 2019年         | COSRX                              | 護膚品       | 專屬模特兒                                      |
| 2019年         | JAMBANGEE                          | 衣服         | 與孝琳為S/S專屬模特兒， 與金勝熙為F/W專屬模特兒 |
| 2019年         | 可口可樂                           | 飲品         | 片段 （页面存档备份，存于）                     |
| 2019年         | S.T. Dupont Shoes                  | 鞋類         | E-Exclusive Edition專屬模特兒                   |
| 2019年         | SPAO                               | 衣服         | 下半年Vacance專屬模特兒                         |

## 外部連結
- 官方网站
- 鄭赫的Instagram帳戶
- NAVER （页面存档备份，存于）